# Cruzília
Cruzília là một đô thị thuộc bang Minas Gerais, Brasil. Đô thị này có diện tích 523,47 km², dân số năm 2007 là 14656 người, mật độ 29,2 người/km².